# Championnats d'Estonie de cyclisme sur route
Les championnats d'Estonie de cyclisme sur route sont les championnats nationaux organisés par la Fédération estonienne de cyclisme.

## Historique
Jaan Kirsipuu a gagné à six reprises la course sur route et neuf fois la course contre-la-montre.
En 2021, pour la première fois, une compétition en ligne réunit l’ensemble des pays baltes. Le premier concurrent à franchir la ligne de chaque nationalité est sacré champion national de la course en ligne.

## Élites Hommes

### Podiums de la course en ligne
| Année     | Vainqueur                          | Deuxième                           | Troisième                          |
| --------- | ---------------------------------- | ---------------------------------- | ---------------------------------- |
| 1933      | Harald Feldmann                    | August Tiideberg                   | Voldemar Vendelin                  |
| 1934      | August Tiideberg                   | Harald Feldmann                    | Antev Väljaots                     |
| 1935      | Pas organisé ou résultats inconnus | Pas organisé ou résultats inconnus | Pas organisé ou résultats inconnus |
| 1936      | Endel Ruubel                       | Arnold Jeenas                      | Arnold Pihlo                       |
| 1937      | Ferdinand Tamm                     | Rudolf Tamm                        | Endel Silde                        |
| 1938      | Endel Ruubel                       | Karl Müürsepp                      | Kasimir Urban                      |
| 1939      | Oskar Hanko                        | Arnold Jensen                      | Endel Ruubel                       |
| 1940      | Endel Ruubel                       | Arnold Jensen                      | Karl Müürsepp                      |
| 1941      | Pas organisé                       | Pas organisé                       | Pas organisé                       |
| 1942      | Juhan Spiegel                      | Neino Marnot                       | Johannes Volter                    |
| 1943      | Juhan Suurmets                     | Arkadi Tammeorg                    |                                    |
| 1944-1948 | Pas organisé                       | Pas organisé                       | Pas organisé                       |
| 1949      | Nikolai Matvejev (en)              | Heino Ruubel                       | Rein Renke                         |
| 1950      | Nikolai Matvejev (en)              | Rudolf Tamm                        | Heino Ruubel                       |
| 1951      | Nikolai Matvejev (en)              | Heino Ruubel                       | Harald Mähar                       |
| 1952      | Rudolf Tamm                        | Heino Ruubel                       | Herbert Rand                       |
| 1953      | Rein Renke                         | Herbert Rand                       | Uno Kocher                         |
| 1954      | Nikolai Matvejev (en)              | Herbert Rand                       | Uno Kocher                         |
| 1955      | Stanislav Staškevitš               | Nikolai Matvejev (en)              | Kalju Tammik                       |
| 1956      | Jaan Mölder                        | Antas Vjaravas                     | Aavo Nurm                          |
| 1957      | Jevgeni Dobroljubov                | Antas Vjaravas                     | Ülo Kool                           |
| 1958      | Antas Vjaravas                     | Jaan Öpik                          | Kalju Koch                         |
| 1959      | Antas Vjaravas                     | Kalju Tammik                       | J. Veiderma                        |
| 1960      | Olavi Ulm                          | Jüri Randmaa                       | Toomas Puusepp                     |
| 1961      | Kalju Koch                         | Jüri Randmaa                       | Rein Nõu                           |
| 1962      | Pas organisé ou résultats inconnus | Pas organisé ou résultats inconnus | Pas organisé ou résultats inconnus |
| 1963      | Ants Jeret                         | Olavi Ulm                          | Antas Vjaravas                     |
| 1964      | Enn Võrang                         | Johannes Rajala                    | E. Pärg                            |
| 1965      | Antas Vjaravas                     | Tõnu Mets                          | Johannes Rajala                    |
| 1966      | Tõnu Mets                          | A. Jürgenson                       | Alo Suurmets                       |
| 1967      | Kalju Koch                         | Karli Lambot                       | Olavi Ulm                          |
| 1968      | Jaan Kodanipork                    | Tõnu Mets                          | Peeter Riismantel                  |
| 1969      | Tõnu Mets                          | Jaan Kodanipork                    | Olavi Ulm                          |
| 1970      | Kalju Koch                         | Ants Jeret                         | Jaan Kodanipork                    |
| 1971      | Kalle Kaupmees (et)                | Eeri Raam                          | Jaan Klassepp                      |
| 1972      | Toomas Villamaa                    | Jaan Kodanipork                    | Aavo Pikkuus                       |
| 1973      | Eeri Raam                          | Jüri Maling                        | Rein Pruuli                        |
| 1974      | Kalle Kaupmees (et)                | Toomas Laane                       | Tarmo Niitav                       |
| 1975      | Mihkel Joosep                      | Mati Bärlin                        | Väino Treksler                     |
| 1976      | Väino Treksler                     | Kalle Kaupmees (et)                | Gaido Päär                         |
| 1977      | Gaido Päär                         | Jüri Štein                         | Arno Lääne                         |
| 1978      | Mihkel Joosep                      | Gaido Päär                         | Alar Krull                         |
| 1979      | Jaan Veeranna                      | Aavo Pikkuus                       | Gaido Päär                         |
| 1980      | Rikho Suun                         | Gaido Päär                         | Raul Oja                           |
| 1981      | Gaido Päär                         | Allar Tõnissaar                    | Mait Nanits                        |
| 1982      | Oleg Ljadov (et)                   | Igor Lomkov                        | Igor Peškov                        |
| 1983      | Mihkel Joosep                      | Martin Aun                         | Mallor Türna                       |
| 1984      | Arvi Tammesalu (et)                | Martin Aun                         | Paavel Matvejev                    |
| 1985      | Toomas Kirsipuu (et)               | Sven Jõgila                        | Aivar Murd                         |
| 1986      | Tõnu Roosmäe                       | Arvi Tammesalu (et)                | Priit Piilberg                     |
| 1987      | Arvi Tammesalu (et)                | Toomas Kirsipuu (et)               | Üllar Juudas                       |
| 1988      | Jaan Kirsipuu                      | Toivo Suvi                         | Peep Mikli                         |
| 1989      | Tõnu Roosmäe                       | Peep Mikli                         | Lauri Aus                          |
| 1990      | Lauri Resik                        | Andrus Aug                         | Lauri Aus                          |
| 1991      | Andres Lauk (en)                   | Sigvard Kukk                       | Toivo Suvi                         |
| 1992      | Lauri Aus                          | Martin Kukk                        | Sigvard Kukk                       |
| 1993      | Alges Maasikmets (et)              | Andres Lauk (en)                   | Peep Mikli                         |
| 1994      | Andres Lauk (en)                   | Martin Kukk                        | Alges Maasikmets (et)              |
| 1995      | Raido Kodanipork                   | Andrus Aug                         | Andres Lauk (en)                   |
| 1996      | Andrus Aug                         | Janek Tombak                       | Janek Ermel                        |
| 1997      | Oskari Kargu                       | Allan Oras                         | Andrus Aug                         |
| 1998      | Jaan Kirsipuu                      | Janek Tombak                       | Lauri Aus                          |
| 1999      | Jaan Kirsipuu                      | Andrus Aug                         | Allan Oras                         |
| 2000      | Lauri Aus                          | Jaan Kirsipuu                      | Janek Tombak                       |
| 2001      | Janek Tombak                       | Jaan Kirsipuu                      | Andrus Aug                         |
| 2002      | Jaan Kirsipuu                      | Andri Lebedev                      | Janek Tombak                       |
| 2003      | Janek Tombak                       | Lauri Aus                          | Erki Pütsep                        |
| 2004      | Erki Pütsep                        | Janek Tombak                       | Oskari Kargu                       |
| 2005      | Jaan Kirsipuu                      | Erki Pütsep                        | Janek Tombak                       |
| 2006      | Erki Pütsep                        | Allan Oras                         | Andrei Mustonen                    |
| 2007      | Erki Pütsep                        | Jaan Kirsipuu                      | Allan Oras                         |
| 2008      | Jaan Kirsipuu                      | Kalle Kriit                        | Erki Pütsep                        |
| 2009      | Rein Taaramäe                      | Erki Pütsep                        | Mart Ojavee                        |
| 2010      | Kalle Kriit                        | Tanel Kangert                      | Jaan Kirsipuu                      |
| 2011      | Mart Ojavee                        | Martin Puusepp                     | Tanel Kangert                      |
| 2012      | Tanel Kangert                      | Gert Jõeäär                        | Rein Taaramäe                      |
| 2013      | Rein Taaramäe                      | Silver Schultz                     | Ivo Suur                           |
| 2014      | Alo Jakin                          | Gert Jõeäär                        | Risto Raid                         |
| 2015      | Gert Jõeäär                        | Rein Taaramäe                      | Endrik Puntso                      |
| 2016      | Mihkel Räim                        | Silver Mäoma                       | Alo Jakin                          |
| 2017      | Gert Jõeäär                        | Alo Jakin                          | Rein Taaramäe                      |
| 2018      | Mihkel Räim                        | Gert Jõeäär                        | Karl Patrick Lauk                  |
| 2019      | Alo Jakin                          | Peeter Pruus                       | Gert Jõeäär                        |
| 2020      | Norman Vahtra                      | Karl Patrick Lauk                  | Gert Kivistik                      |
| 2021      | Mihkel Räim                        | Karl Patrick Lauk                  | Alo Jakin                          |
| 2022      | Mihkel Räim                        | Siim Kiskonen                      | Gert Jõeäär                        |
| 2023      | Karl Patrick Lauk                  | Lauri Tamm                         | Rein Taaramäe                      |
| 2024      | Norman Vahtra                      | Lauri Tamm                         | Markus Pajur                       |
| 2025      | Madis Mihkels                      | Markus Mäeuibo                     | Aaron Aus                          |

Multi-titrés
- 6 : Jaan Kirsipuu
- 4 : Mihkel Räim, Nikolai Matvejev (en)

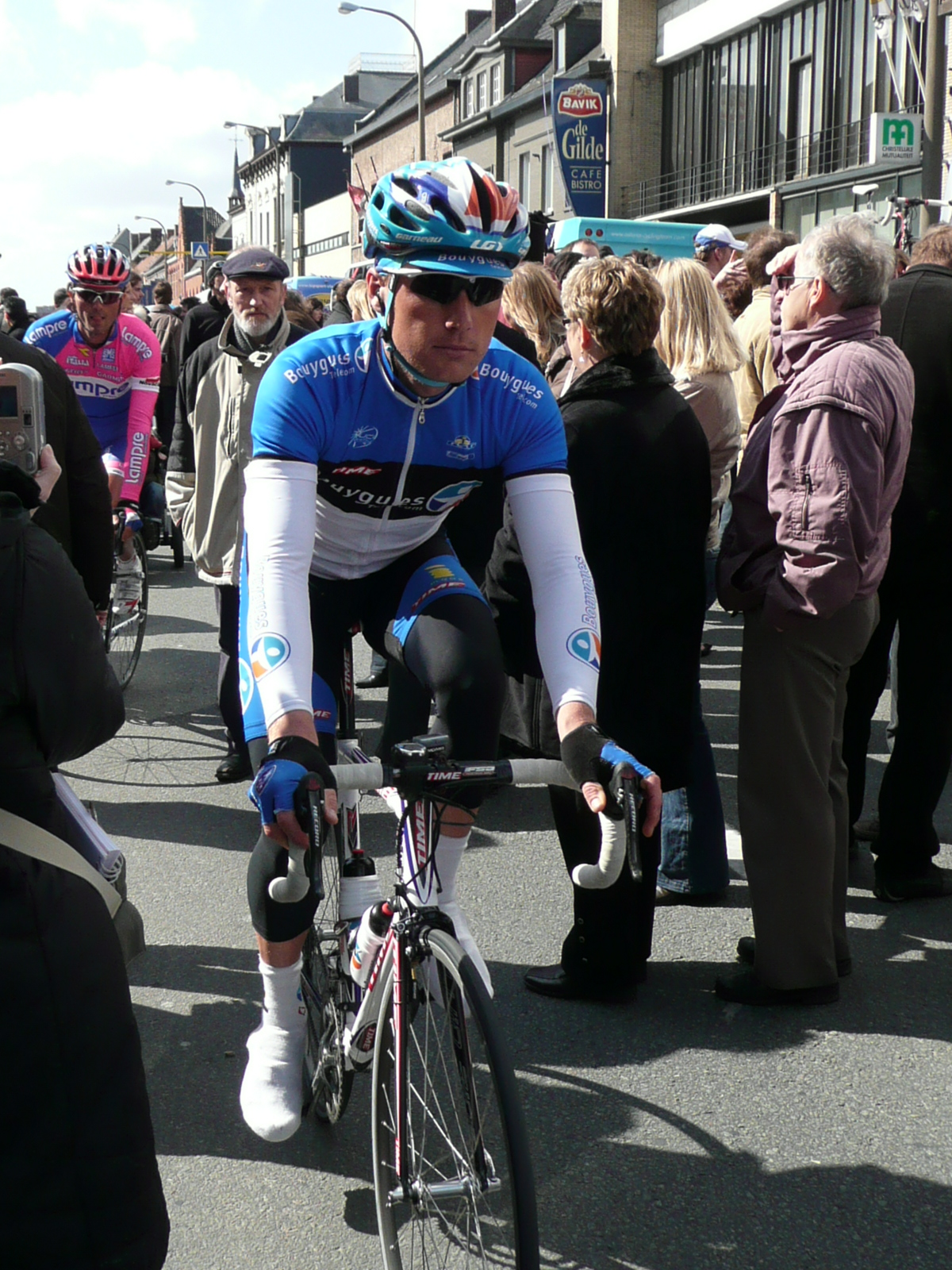
Erki Pütsep vêtu de son maillot de champion national lors du Grand Prix E3 2008

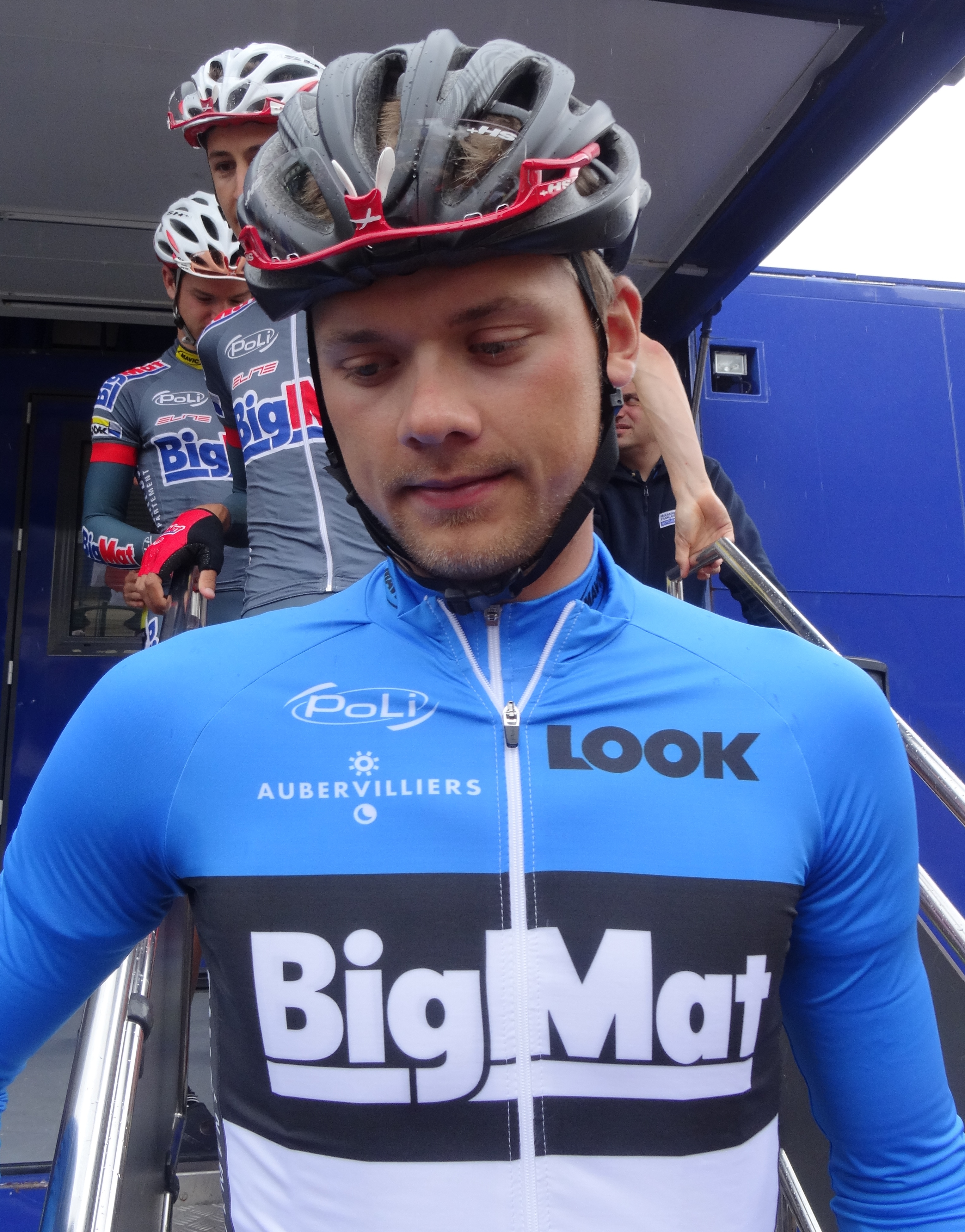
Alo Jakin revêtant son maillot de champion d'Estonie sur route lors de la Ronde pévéloise 2014.

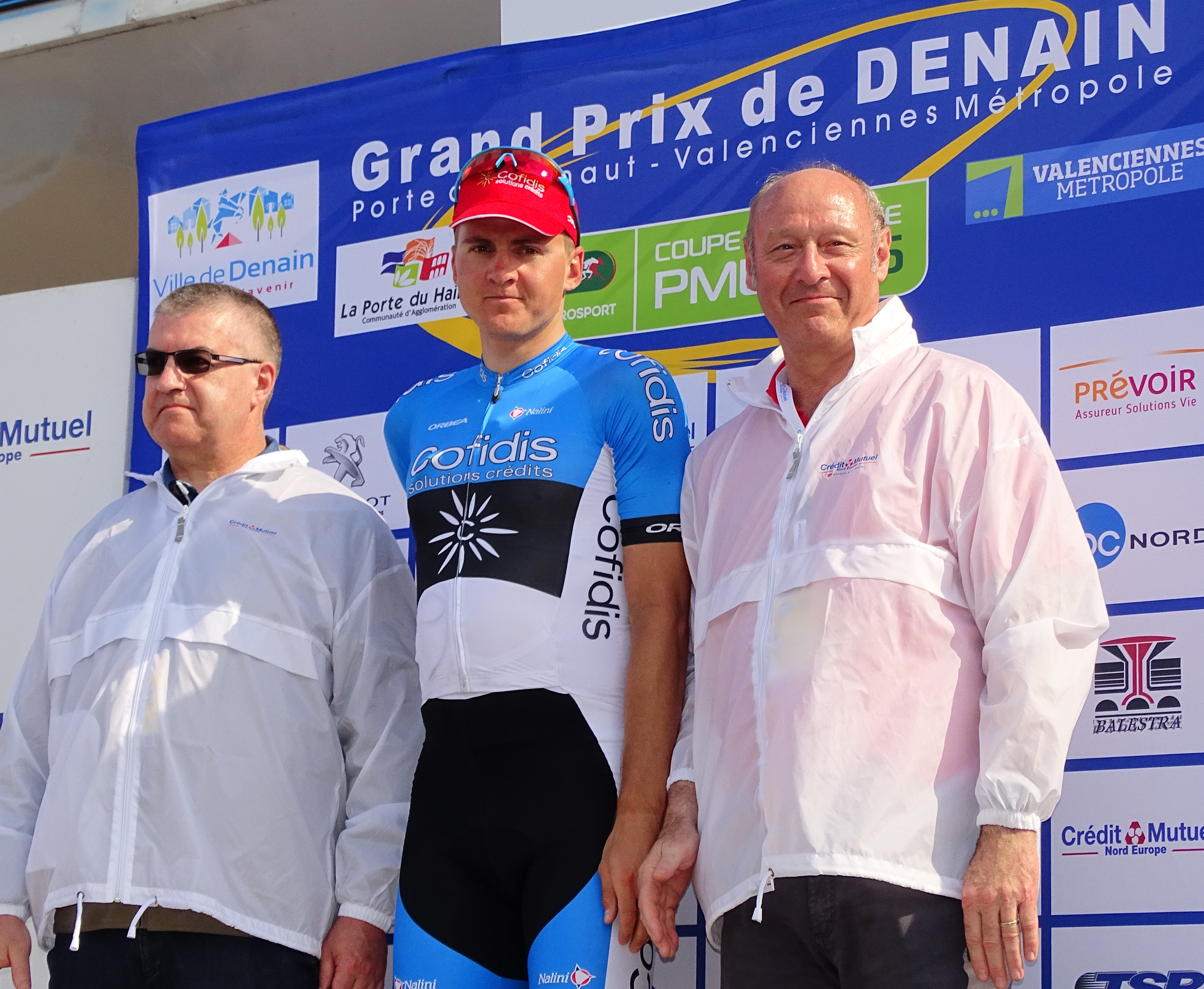
Gert Jõeäär (au centre) vêtu de son maillot de champion national lors du Grand Prix de Denain 2016

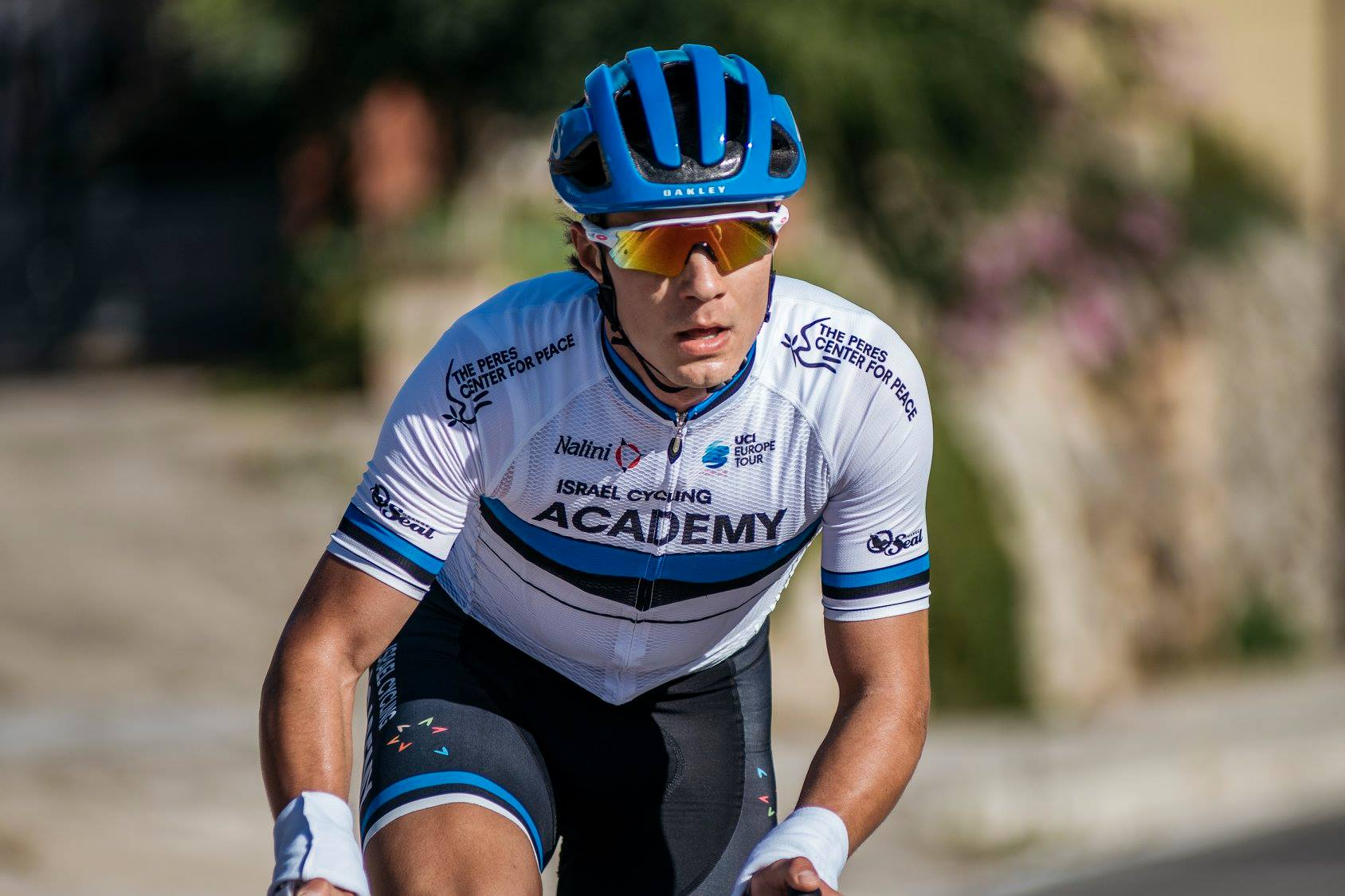
Mihkel Räim avec les liserés de champion d'Estonie en titre (juillet 2019)

- 3 : Erki Pütsep, Antas Vjaravas, Endel Ruubel, Kalju Koch, Mihkel Joosep
- 2 : Rein Taaramäe, Janek Tombak, Lauri Aus, Gert Jõeäär, Alo Jakin, Andres Lauk (en), Kalle Kaupmees (et), Arvi Tammesalu (et), Tõnu Roosmäe, Tõnu Mets, Gaido Päär,

### Podiums du contre-la-montre
| Année     | Vainqueur                          | Deuxième                           | Troisième                          |
| --------- | ---------------------------------- | ---------------------------------- | ---------------------------------- |
| 1946      | Juhan Suurmets                     | Boris Merila                       | Johannes Volter                    |
| 1947      | Rudolf Tamm                        | Juhan Suurmets                     | Nikolai Matvejev (en)              |
| 1948      | Nikolai Matvejev (en)              | Rudolf Tamm                        | Eimar Kask                         |
| 1949      | Nikolai Matvejev (en)              | Rudolf Tamm                        | Juhan Suurmets                     |
| 1950      | Nikolai Matvejev (en)              | Georg Janson                       | Heino Ruubel                       |
| 1951-1952 | Pas organisé ou résultats inconnus | Pas organisé ou résultats inconnus | Pas organisé ou résultats inconnus |
| 1953      | Uno Kocher                         | Herbert Rand                       | Heldur Karro                       |
| 1954      | Nikolai Matvejev (en)              | Uno Kocher                         | Rudolf Tamm                        |
| 1955-1959 | Pas organisé ou résultats inconnus | Pas organisé ou résultats inconnus | Pas organisé ou résultats inconnus |
| 1960      | Jüri Randmaa                       | Olavi Ulm                          | Toomas Puusepp                     |
| 1961      | Antas Vjaravas                     | Rein Nõu                           | Toivo Ladoga                       |
| 1962      | Pas organisé ou résultats inconnus | Pas organisé ou résultats inconnus | Pas organisé ou résultats inconnus |
| 1963      | Karli Lambot                       | Olavi Ulm Antas Vjaravas           |                                    |
| 1964      | Johannes Rajala                    | Ants Tombak                        | Alo Suurmets                       |
| 1965      | Antas Vjaravas                     | Tõnu Mets                          | Ants Jeret                         |
| 1966      | Ilmar Mesi                         | Johannes Rajala                    | Ants Tombak                        |
| 1967      | Ilmar Mesi                         | Udo Laun                           | Pepp Iyffert                       |
| 1968      | Ilmar Mesi                         | Eeri Raam                          | Ants Jeret                         |
| 1969      | Udo Laun                           | Ilmar Mesi                         | Jüri Maling                        |
| 1970      | Ants Jeret                         | A. Hüva                            | Toivo Teder                        |
| 1971      | Toivo Teder                        | Ilmar Mesi                         | Udo Laun                           |
| 1972      | Aavo Pikkuus                       | Ilmar Mesi                         | Udo Laun                           |
| 1973      | Toivo Guljajev                     | Eeri Raam                          | Allan Kivil                        |
| 1974      | Kalle Kaupmees (et)                | Gaido Päär                         | Rein Mitt                          |
| 1975      | Eiki Seller                        | Arvo Lillemaa                      | Kalle Männamaa                     |
| 1976      | Aavo Pikkuus                       | Oleg Ljadov (et)                   | Rein Solnask                       |
| 1977      | Oleg Ljadov (et)                   | Boris Mihhailov                    | E. Eelma                           |
| 1978      | Mihkel Joosep                      | Runo Ruubel                        | Gaido Päär                         |
| 1979      | Raul Oja                           | Aavo Pikkuus                       | Alar Krull                         |
| 1980      | Jaan Veeranna                      | Kalev Raudsepp                     | Raul Oja                           |
| 1981      | Gintautas Skunčikas                | Paavel Matvejev                    | Uno Haavik                         |
| 1982      | Rikho Suun                         | Margus Kukrus                      | Paavel Matvejev                    |
| 1983      | Ivar Mones                         | Jaanus Kuum                        | Jaan Pehk                          |
| 1984      | Tõnu Roosmäe                       | Jaan Pehk                          | Ivar Mones                         |
| 1985      | Jaan Pehk                          | Andres Lauk (en)                   | Toivo Reinov                       |
| 1986      | Sergei Olivson                     | Jaan Pehk                          | Meelis Järvekülg                   |
| 1987      | Aivar Murd                         | Tõiv Tamm                          | Sergei Olivson                     |
| 1988      | Tõnu Roosmäe                       | Raido Kodanipork                   | Andres Lauk (en)                   |
| 1989      | Tõnu Roosmäe                       | Toivo Reinov                       | Arvo Kõiv                          |
| 1990      | Tõnu Roosmäe                       | Andres Lauk (en)                   | Mark Revjagin                      |
| 1991      | Martin Kukk                        | Andrus Aug                         | Mark Revjagin                      |
| 1992      | Margus Magnus                      | Andres Lauk (en)                   | Eduard Beljakov                    |
| 1993      | Lauri Aus                          | Martin Kukk                        | Andres Lauk (en)                   |
| 1994      | Lauri Aus                          | Janek Ermel                        | Andres Lauk (en)                   |
| 1995      | Janek Ermel                        | Indrek Otsus                       | Allan Oras                         |
| 1996      | Lauri Aus                          | Janek Ermel                        | Allan Oras                         |
| 1997      | Urmo Fuchs                         | Oskari Kargu                       | Indrek Otsus (en)                  |
| 1998      | Jaan Kirsipuu                      | Lauri Aus                          | Margus Salumets                    |
| 1999      | Jaan Kirsipuu                      | Allan Oras                         | Markku Ainsalu                     |
| 2000      | Lauri Aus                          | Jaan Kirsipuu                      | Allan Oras                         |
| 2001      | Jaan Kirsipuu                      | Markku Ainsalu                     | Andre Aduson                       |
| 2002      | Jaan Kirsipuu                      | Margus Salumets                    | Oskari Kargu                       |
| 2003      | Jaan Kirsipuu                      | Lauri Aus                          | Janek Tombak                       |
| 2004      | Jaan Kirsipuu                      | Markku Ainsalu                     | Tarmo Raudsepp                     |
| 2005      | Jaan Kirsipuu                      | Tarmo Raudsepp                     | Andre Aduson                       |
| 2006      | Jaan Kirsipuu                      | Tarmo Raudsepp                     | Andre Aduson                       |
| 2007      | Jaan Kirsipuu                      | Rein Taaramäe                      | Prlit Prous                        |
| 2008      | Tanel Kangert                      | Allan Oras                         | Andre Aduson                       |
| 2009      | Rein Taaramäe                      | Ervin Korts-Laur                   | Gert Jõeäär                        |
| 2010      | Tanel Kangert                      | Ervin Korts-Laur                   | Gert Jõeäär                        |
| 2011      | Rein Taaramäe                      | Gert Jõeäär                        | Mart Ojavee                        |
| 2012      | Rein Taaramäe                      | Tanel Kangert                      | Rene Mandri                        |
| 2013      | Tanel Kangert                      | Rein Taaramäe                      | Gert Jõeäär                        |
| 2014      | Gert Jõeäär                        | Alo Jakin                          | Peeter Pruus                       |
| 2015      | Gert Jõeäär                        | Silver Mäoma                       | Timmo Jeret                        |
| 2016      | Gert Jõeäär                        | Silver Mäoma                       | Ivo Suur                           |
| 2017      | Silver Mäoma                       | Gert Jõeäär                        | Norman Vahtra                      |
| 2018      | Tanel Kangert                      | Alo Jakin                          | Norman Vahtra                      |
| 2019      | Rein Taaramäe                      | Karl Patrick Lauk                  | Oskar Nisu                         |
| 2020      | Gleb Karpenko                      | Rait Ärm                           | Markus Pajur                       |
| 2021      | Rein Taaramäe                      | Norman Vahtra                      | Artjom Mirzojev                    |
| 2022      | Rein Taaramäe                      | Tanel Kangert                      | Norman Vahtra                      |
| 2023      | Rein Taaramäe                      | Gleb Karpenko                      | Norman Vahtra                      |
| 2024      | Rein Taaramäe                      | Norman Vahtra                      | Taavi Kannimäe                     |
| 2025      | Rein Taaramäe                      | Rait Ärm                           | Norman Vahtra                      |

Multi-titrés
- 9 : Rein Taaramäe, Jaan Kirsipuu

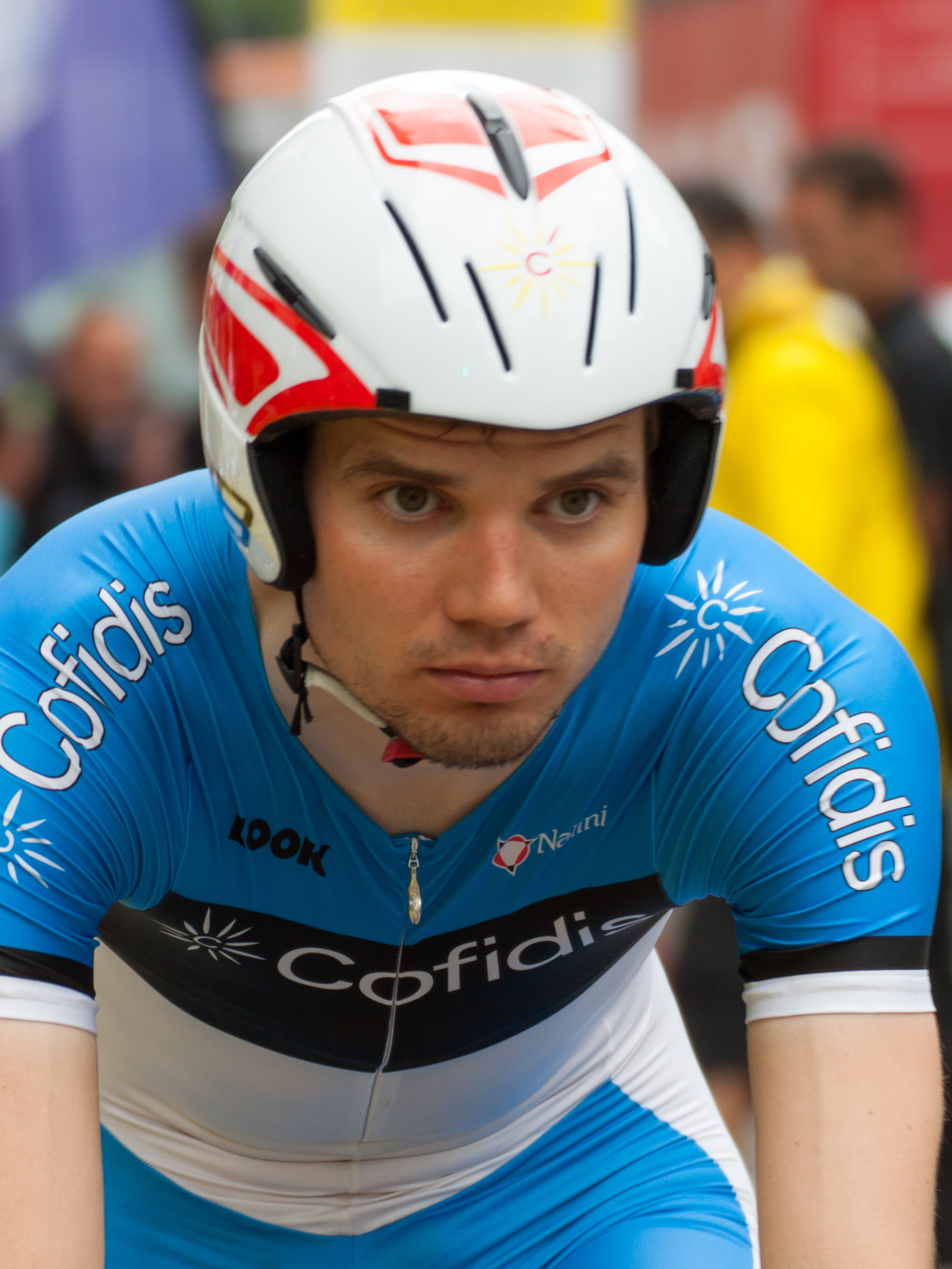
Rein Taaramäe vêtu de son maillot de champion d'Estonie du contre-la-montre lors du Critérium du Dauphiné 2012

- 4 : Tanel Kangert, Lauri Aus,Nikolai Matvejev (en), Tõnu Roosmäe
- 3 : Gert Jõeäär, Ilmar Mesi
- 2 : Antas Vjaravas, Aavo Pikkuus

### Podiums du critérium
| Année | Vainqueur           | Deuxième          | Troisième         |
| ----- | ------------------- | ----------------- | ----------------- |
| 2004  | Helmet Tamkõrv (et) | Artur Gornischeff | Raido Kodanipork  |
| 2005  | Helmet Tamkõrv (et) | Andre Aduson      | Peep Mikli        |
| 2006  | Janek Tombak        | Sigvard Kukk      | Raivo Maimre (et) |
| 2007  | Indrek Rannama      | Jaan Kirsipuu     | Priit Prous       |
| 2008  | Andrus Aug          | Jaan Kirsipuu     | Caspar Austa      |
| 2009  | Indrek Rannama      | Oskari Kargu      | Jaan Kirsipuu     |
| 2010  | Markku Ainsalu      | Allan Oras        | Caspar Austa      |
| 2011  | Mart Ojavee         | Caspar Austa      | Janar Jermakov    |
| 2012  | Markku Ainsalu      | Oskari Kargu      | Caspar Austa      |
| 2013  | Markku Ainsalu      | Vahur Valvas      | Janek Tombak      |
| 2016  | Karlo Aia           | Viljar Kuljus     | Joonas Jõgi       |
| 2025  | Aaron Aus           | Gleb Karpenko     | Oskar Küüt        |

Multi-titrés
- 3 : Markku Ainsalu
- 2 : Helmet Tamkõrv (et), Indrek Rannama

## Femmes

### Podiums de la course en ligne
| Année | Vainqueur            | Deuxième             | Troisième             |
| ----- | -------------------- | -------------------- | --------------------- |
| 2007  | Grete Treier         | Maaris Meier         | Laura Lepasalu        |
| 2008  | Grete Treier         | Laura Lepasalu       | Liisa Ehrberg         |
| 2009  | Maaris Meier         | Liisa Ehrberg        | Daisi Rist            |
| 2010  | Grete Treier         | Liisa Ehrberg        | Kristel Koort         |
| 2011  | Grete Treier         | Liisi Rist           | Kristel Koort         |
| 2012  | Grete Treier         | Liisi Rist           | Liisa Ehrberg         |
| 2013  | Liisi Rist           | Kristel Koort        | Liisa Ehrberg         |
| 2014  | Liisi Rist           | Liisa Ehrberg        | Kristel Koort         |
| 2015  | Liisa Ehrberg        | Liisi Rist           | Kelly Kalm            |
| 2016  | Kelly Kalm           | Janelle Uibokand     | Mae Lang              |
| 2017  | Kelly Kalm           | Mathilde Nigul       | Merili Sirvel         |
| 2018  | Liisa Ehrberg        | Kelly Kalm           | Mathilde Nigul        |
| 2019  | Liisa Ehrberg        | Mae Lang             | Janelle Uibokand      |
| 2020  | Aidi Gerde Tuisk     | Kelly Kalm           | Birgit Tito           |
| 2021  | Aidi Gerde Tuisk     | Mari-Liis Mõttus     | Liisa Ehrberg         |
| 2022  | Ann-Christine Allik  | Mari-Liis Mõttus     | Kai Luigend           |
| 2023  | Laura Lizette Sander | Elina Tasane         | Elisabeth Ebras       |
| 2024  | Laura Lizette Sander | Elisabeth Ebras      | Kristel Sandra Soonik |
| 2025  | Elisabeth Ebras      | Laura Lizette Sander | Merili Sirvel         |

### Podiums du contre-la-montre
| Année | Vainqueur             | Deuxième                | Troisième            |
| ----- | --------------------- | ----------------------- | -------------------- |
| 2006  | Grete Treier          | Kata-Liina Normak       | Laura Lepasalu       |
| 2007  | Grete Treier          | Kata-Liina Normak       | Laura Lepasalu       |
| 2008  | Grete Treier          | Laura Lepasalu          | Liisa Ehrberg        |
| 2009  | Liisa Ehrberg         | Maaris Meier            | Laura Lepasalu       |
| 2010  | Grete Treier          | Liisa Ehrberg           | Ivika Lainevee       |
| 2011  | Grete Treier          | Alma Sarapuu            | Viktoria Randalainen |
| 2012  | Grete Treier          | Liisi Rist              | Viktoria Randalainen |
| 2013  | Liisi Rist            | Viktoria Randalainen    | Kristel Koort        |
| 2014  | Liisi Rist            | Inge Kool               | Liisa Kull           |
| 2015  | Liisi Rist            | Liisa Ehrberg           | Janelle Uibokand     |
| 2016  | Liisi Rist            | Liisa Ehrberg           | Mari-Liis Mõttus     |
| 2017  | Liisi Rist            | Mari-Liis Mõttus        | Liisa Ehrberg        |
| 2018  | Liisi Rist            | Egle Mätas              | Mari-Liis Mõttus     |
| 2019  | Liisi Rist            | Egle Mätas              | Mari-Liis Mõttus     |
| 2020  | Mari-Liis Mõttus      | Mathilde Nigul          | Egle Mätas           |
| 2021  | Mari-Liis Mõttus      | Karmen Reinpold         | Aidi Gerde Tuisk     |
| 2022  | Kristel Sandra Soonik | Hanna Karoline Taaramäe | Aidi Gerde Tuisk     |
| 2023  | Laura Lizette Sander  | Elisabeth Ebras         |                      |
| 2024  | Laura Lizette Sander  | Elisabeth Ebras         | Aidi Gerde Tuisk     |
| 2025  | Laura Lizette Sander  |                         |                      |

## Espoirs Hommes

### Podiums de la course en ligne
| Année | Vainqueur         | Deuxième          | Troisième         |
| ----- | ----------------- | ----------------- | ----------------- |
| 2002  | Kalle Kriit       |                   |                   |
| 2003  | ?                 | ?                 | ?                 |
| 2004  | Andri Lebedev     | Andrei Laptšenkov | Caspar Austa      |
| 2005  | Kalle Kriit       | René Mandri       | Andrei Mustonen   |
| 2006  | Rein Taaramäe     | Mihkel Reile      | Gert Jõeäär       |
| 2007  | Tanel Kangert     | Alo Jakin         | Gert Jõeäär       |
| 2008  | Gert Jõeäär       | Silvar Kibur      | Alo Jakin         |
| 2009  | Sander Maasing    | Gert Jõeäär       | Martin Puusepp    |
| 2010  | Silver Schultz    | Martin Puusepp    | Reijo Puhm        |
| 2011  | Mihkel Ronimois   | Jörgen Matt       | Martti Välk       |
| 2012  | Risto Raid        | Peeter Tarvis     | Siim Jalakas      |
| 2013  | Mihkel Räim       | Timmo Jeret       | Martin Laas       |
| 2014  | Oskar Nisu        | Mihkel Räim       | Timmo Jeret       |
| 2015  | Endrik Puntso     | Aksel Nõmmela     | Greg Hallop       |
| 2016  | Silver Mäoma      | Aksel Nõmmela     | Karl Patrick Lauk |
| 2017  | Karl Patrick Lauk | Silver Mäoma      | Norman Vahtra     |
| 2018  | Karl Patrick Lauk | Norman Vahtra     | Kirill Tarassov   |
| 2019  | Karl Patrick Lauk | Rait Ärm          | Markus Pajur      |
| 2020  | Artjom Mirzojev   | Erki Laanemäe     | Rait Ärm          |
| 2021  | Rait Ärm          | Gleb Karpenko     | Artjom Mirzojev   |
| 2022  | Gleb Karpenko     | Markus Pajur      | Andre Roos        |
| 2023  | Lauri Tamm        | Artjom Köster     | Gleb Karpenko     |
| 2024  | Lauri Tamm        | Martti Lenzius    | Aaron Aus         |
| 2025  | Oskar Küüt        | Markus Mäeuibo    | Mikk Bauer        |

Multi-titrés
- 3 : Karl Patrick Lauk
- 2 : Kalle Kriit, Lauri Tamm

### Podiums du contre-la-montre
| Année | Vainqueur         | Deuxième          | Troisième         |
| ----- | ----------------- | ----------------- | ----------------- |
| 2002  | Tarmo Raudsepp    | Andri Lebedev     | Vahur Valvas      |
| 2003  | ?                 | ?                 | ?                 |
| 2004  | Gilber Kask       | Caspar Austa      | Rein Taaramäe     |
| 2005  | René Mandri       | Kalle Kriit       | Mihkel Reile      |
| 2006  | Rein Taaramäe     | Mihkel Reile      | Gert Jõeäär       |
| 2007  | Gert Jõeäär       | Tanel Kangert     | Martin Loo        |
| 2008  | Gert Jõeäär       | Ervin Korts-Laur  | Martin Puusepp    |
| 2009  | Mihkel Jüri       | Rigo Räim         | Martin Puusepp    |
| 2010  | Martin Puusepp    | Urmo Utar         | Karlo Aia         |
| 2011  | Karlo Aia         | Ivo Suur          | Gabriel Leppik    |
| 2012  | Karlo Aia         | Siim Alamaa       | Risto Raid        |
| 2013  | Timmo Jeret       | Endrik Puntso     | Martin Laas       |
| 2014  | Oskar Nisu        | Timmo Jeret       | Endrik Puntso     |
| 2015  | Silver Mäoma      | Timmo Jeret       | Oskar Nisu        |
| 2016  | Silver Mäoma      | Oskar Nisu        | Karl Patrick Lauk |
| 2017  | Silver Mäoma      | Norman Vahtra     | Peeter Pung       |
| 2018  | Norman Vahtra     | Karl Patrick Lauk | Arthur Kooser     |
| 2019  | Karl Patrick Lauk | Artur Kooser      | Joosep Sankmann   |
| 2020  | Gleb Karpenko     | Rait Ärm          | Markus Pajur      |
| 2021  | Artjom Mirzojev   | Joonas Kurits     | Rait Ärm          |
| 2022  | Joonas Kurits     | Gleb Karpenko     | Rait Ärm          |

Multi-titrés
- 3 : Silver Mäoma
- 2 : Gert Jõeäär, Karlo Aia

## Juniors Hommes

### Podiums de la course en ligne
| Année     | Vainqueur         | Deuxième             | Troisième        |
| --------- | ----------------- | -------------------- | ---------------- |
| 2007      | Sven Ilves        | Silver Ao            | Risto Raid       |
| 2008-2009 | ?                 | ?                    | ?                |
| 2010      | Mihkel Räim       | Sten Sarv            | Jörgen Matt      |
| 2011      | Oskar Nisu        | Kristen Kivistik     | Timmo Jeret      |
| 2012      | Oskar Nisu        | Kristen Kivistik     | Raimo Johanson   |
| 2013      | Steven Kalf       | Siim Saavik          | Peeter Pung      |
| 2014      | Kristo Enn Vaga   | Karl-Arnold Vendelin | Ekke-Kaur Vosman |
| 2015      | Kristjan Johanson | Kristo Enn Vaga      | Siim Kiskonen    |
| 2016      | Marten Jõeäär     | Oskar Maidre         | Risto Sepa       |
| 2017      | ?                 | ?                    | ?                |
| 2018      | Toomas Vool       | Anton Litvintsev     | Markus Pajur     |
| 2019      | Henri Treimuth    | Artjom Mirźojev      | Gleb Karpenko    |
| 2020      | Andre Roos        | Madis Mihkels        | Joonas Kurits    |
| 2021      | Madis Mihkels     | Frank-Aron Ragilo    | Romet Pajur      |
| 2022      | Romet Pajur       | Aaron Aus            | Karl Kurits      |
| 2023      | Martti Lenzius    | Markus Mäeuibo       | Virgo Mitt       |
| 2024      | Ron Rooni         | Oliver Mätik         | Mik Madisson     |
| 2025      | Karel Gustav Rei  | Sebastian Suppi      | Riko Tammepuu    |

Multi-titrés
- 2 : Oskar Nisu

### Podiums du contre-la-montre
| Année     | Vainqueur         | Deuxième          | Troisième         |
| --------- | ----------------- | ----------------- | ----------------- |
| 2001      | Risto Usin        | Priit Prous       | Kalle Kriit       |
| 2002      | Priit Prous       | Rene Mandri       | Risto Usin        |
| 2003-2006 | ?                 | ?                 | ?                 |
| 2007      | Silver Ao         | Reijo Puhm        | Sven Ilves        |
| 2008-2009 | ?                 | ?                 | ?                 |
| 2010      | Timmo Jeret       | Siim Erik Alamaa  | Jörgen Matt       |
| 2011      | Timmo Jeret       | Endrik Puntso     | Aksel Nõmmela     |
| 2012      | Siim Saavik       | Oskar Nisu        | Aksel Nõmmela     |
| 2013      | Siim Saavik       | Kaarel Redi       | Silver Mäoma      |
| 2014      | Ekke-Kaur Vosman  | Norman Vahtra     | Kristjan Johanson |
| 2015      | Raimo Lätte       | Kristjan Johanson | Siim Kiskonen     |
| 2016      | Kristo Prangel    | Oskar Maidre      | Sander Kempi      |
| 2017      | Sander Kempi      | Marten Jõeäär     | Joosep Sankmann   |
| 2018      | Artjom Mirźojev   | Gleb Karpenko     | Henri Treimuth    |
| 2019      | Gleb Karpenko     | Artjom Mirźojev   | Joonas Kurits     |
| 2020      | Joonas Kurits     | Madis Mihkels     | Gregor Kokk       |
| 2021      | Madis Mihkels     | Romet Pajur       | Frank-Aron Ragilo |
| 2022      | Frank-Aron Ragilo | Romet Pajur       | Oliver Rüster     |
| 2023      | Virgo Mitt        | Karl Kurits       | Oliver Rüster     |
| 2024      | Ron Rooni         | Oliver Mätik      | Henri Arjus       |
| 2025      | Glen Gregory Kõiv | Karel Gustav Rei  | Robin Luht        |

Multi-titrés
- 2 : Timmo Jeret, Siim Saavik

### Podiums du critérium
| Année | Vainqueur     | Deuxième         | Troisième         |
| ----- | ------------- | ---------------- | ----------------- |
| 2025  | Riko Tammepuu | Karel Gustav Rei | Glen Gregory Kōiv |